# Остров Завьялова
Остров Завьялова (ранее Ольский) — необитаемый остров в Охотском море при входе в Тауйскую губу, один из островов, принадлежащих Российской Федерации в Тихом океане. Расположен в 45 км от областного центра — Магадана.
Площадь — 116 км², это самый большой остров в Тауйской губе.
На острове обнаружено 8 разновременных поселений, относящихся к токаревской культуре (VIII век до н. э. — V век н. э.) и к древнекорякской культуре (V—XVII века). Самые древние стоянки найдены в бухтах Рассвет и Находка.

## География
Остров отделён от материка Ольским проливом и находится в 19 км от полуострова Кони. Длина острова — 21,5 км, ширина — от 4 до 7,5 км, он вытянут в северо-восточном направлении. В северной части острова рельеф скальный (самая высокая точка — гора Завьялова высотой 1116 м над уровнем моря), в южной — сглаженный.
Климат субарктический. Среднегодовая температура воздуха −2,8°С. Зима продолжительная, начинается в середине октября и заканчивается в середине мая. Лето прохладное, периоды жаркой погоды редки, часто наблюдаются дожди и туманы. Круглый год на острове дуют сильные ветра.
На острове насчитывается 12 ручьёв, протяжённостью более 2 км. Наиболее крупный водоток — Большая Речка. Ручьи, впадающие в море, порожистые, имеют большой уклон. Притоки Большой Речки, протекающие по сглаженной южной части острова, более пологи. Кроме того, на острове имеются озёра. В районе м. Северный и на юго-западном побережье, в результате отчленения от моря вдольбереговым потоком наносов образовались лагунные озёра. На высокогорном плато в южной части острова и в бассейне Большой Речки имеются маленькие тундровые озёра.
Согласно палеогеографическим данным, остров Завьялова отделился от материкового побережья в позднем плейстоцене 15—17 тысяч лет назад.

## Растительность и флора
Значительную часть острова занимают низкорослые ерники (берёзовые кустарники) из берёзы Миддендорфа (Betula middendorffii), особенно в центральной и южной части острова, а также на склонах. Эти ерники предположительно являются одной из стадий послепожарной сукцессии. Эти ерники представляют собой кустарниково-кустарничковые сообщества высотой от 30 до 60 см, в которые, помимо берёзы Миддендорфа, входят багульник стелющийся (Ledum decumbens), голубика (Vaccinium uliginosum), брусника (Vaccinium vitis-idaea), толокнянка альпийская (Arctous alpina), ива клинолистная (Salix sphenophylla), кедровый стланик (Pinus pumila), ольховник кустарниковый (Duschekia fruticosa). Треть острова занимают сырые кочкарные и горные тундры. В защищённых от южных морских ветров местах мощно развиты каменноберезняки, небольшую площадь занимают также заросли крупных кустарников — кедрового стланика и ольховника.
Во флору сосудистых растений острова входит более 350 видов. Во флору макромицетов (грибов с крупными плодовыми телами) по данным 2012 года входит 87 видов, однако это, по оценке специалистов, неполные данные. Во флору лишайников входит 74 вида (2012).

## Фауна
В водах около острова расположены нерестовые зоны белокорого и синекорого палтусов, морского ерша, нескольких видов камбалы, крабов. Встречаются косатки и киты. На острове водятся бурые медведи. Орнитологи наблюдали на острове 71 вид птиц.
В августе 2018 года на остров завезено стадо из 25 овцебыков, а в сентябре 2020-го ещё 25 особей. В августе 2020 года на остров выпущено 7 снежных баранов для восстановления популяции, в августе 2025-го — 10 особей северного оленя.

## История
В 1930-х годах на острове располагался песцовый питомник. До 1988 года существовали метеостанция и рыбзавод, функционировавший в период лова сельди. В настоящее время постоянного населения нет.
Летом и осенью остров посещают рыбаки, любители сбора грибов и ягод, отдыхающие. В 2018 году началось строительство экопарка. На острове планируют построить рыбоперерабатывающий завод и турбазу c морским причалом, кемпингом, пешеходными тропами, навигационными туристскими знаками. По острову запланировано проложить пешеходные туристические маршруты. Запланировано проведение экскурсий.